# Distretto di Moei Wadi
Il distretto di Moei Wadi (in thailandese: เมยวดี) è un distretto (amphoe) della Thailandia, situato nella provincia di Roi Et.